# Archichauliodes

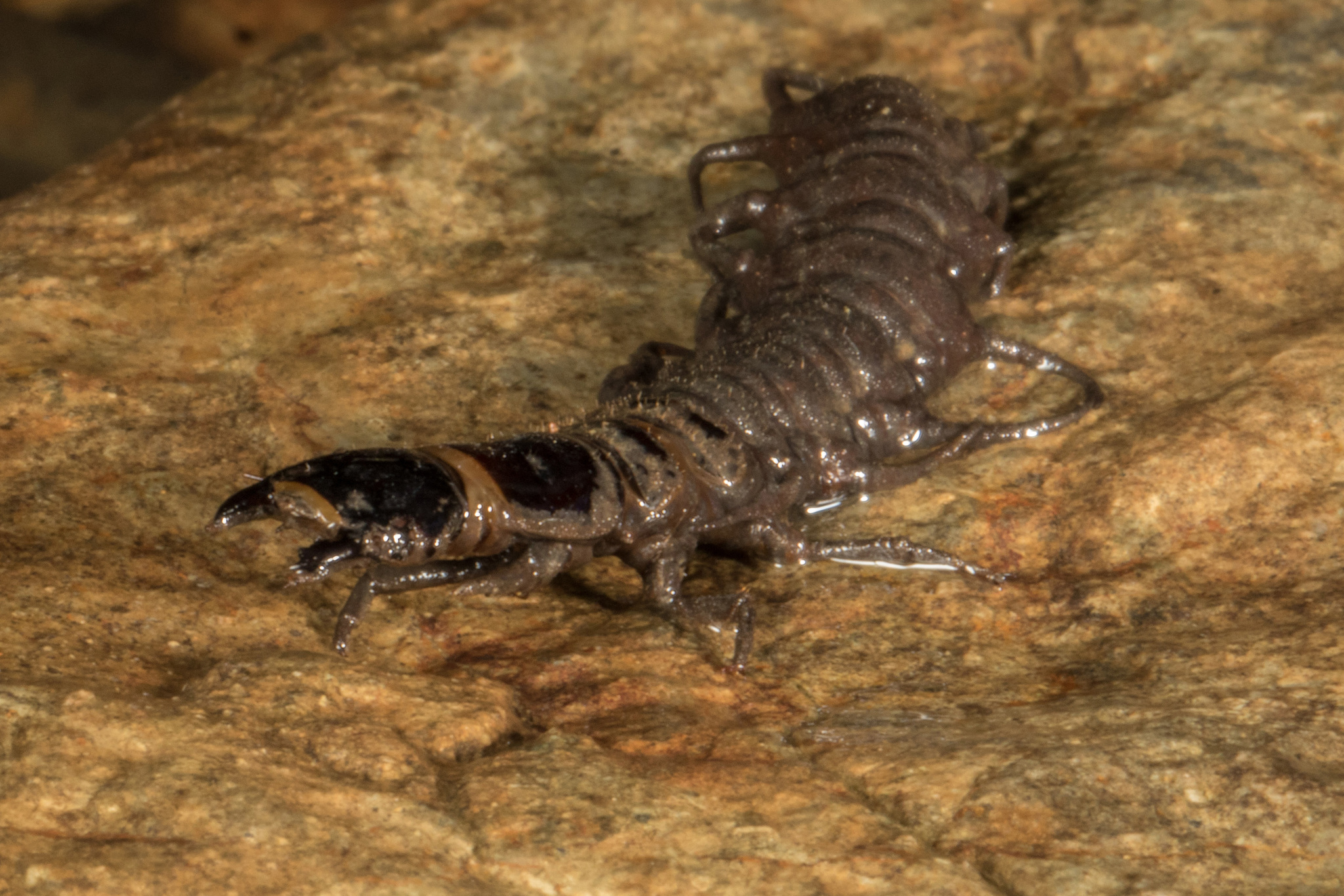
Archichauliodes diversus

Archichauliodes là một chi trong họ Corydalidae. Có hơn 20 loài được mô tả trong Archichauliodes.

## Các loài
21 loài dưới đây thuộc chi Archichauliodes:
- Archichauliodes anagaurus Riek, 1954
- Archichauliodes chilensis Kimmins, 1954
- Archichauliodes collifer Theischinger, 1983
- Archichauliodes conversus Theischinger, 1983
- Archichauliodes cuspidatus Theischinger, 1983
- Archichauliodes deceptor Kimmins, 1954
- Archichauliodes diversus (Walker, 1853)
- Archichauliodes glossa Theischinger, 1988
- Archichauliodes guttiferus (Walker, 1853)
- Archichauliodes isolatus Theischinger, 1983
- Archichauliodes lewis Theischinger, 1983
- Archichauliodes neoguttiferus Theischinger, 1983
- Archichauliodes phaeoscius Riek, 1954
- Archichauliodes pictus Theischinger, 1983
- Archichauliodes pinares Flint, 1973
- Archichauliodes piscator Theischinger, 1983
- Archichauliodes plomleyi Kimmins, 1954
- Archichauliodes polypastus Riek, 1954
- Archichauliodes rieki Theischinger, 1983
- Archichauliodes simpsoni Theischinger, 1983
- Archichauliodes uncinatus Theischinger, 1983